# Piotr Szafraniec (zm. 1456)
Piotr Szafraniec herbu Starykoń (zm. w 1456)  – syn Piotra Szafrańca Młodszego, wnuk Piotra Szafrańca Starszego. Pan na Pieskowej Skale i Seceminie.
Był podkomorzym krakowskim i starostą sieradzkim, ale w dziejach zapisał się głównie jako rycerz-rozbójnik (raubritter). Wiecznie potrzebujący pieniędzy, miał on między innymi pod Seceminem napaść na rajcę krakowskiego z rodu Wierzynków i obrabować go z sumy pięciu lub siedmiu tysięcy czerwonych złotych (florenów). Opanowawszy w 1452 roku zamek w Malcu, obsadził go załogą i tak długo nękał ziemię książąt cieszyńskich, dopóki ci nie zapłacili mu zaległego żołdu w wysokości 2000 złotych. Natomiast rok wcześniej, z rozkazu króla Kazimierza Jagiellończyka bezskutecznie oblegał zamek w Barwałdzie, należący do Skrzyńskich, również rycerzy-rabusiów.
Jan Długosz pisał o nim, iż był to „człek ladaco, jakich mało, złodziejów i ich wspólników spólnik, obroną szczwany matacz i podstępca, kłamstwy barwionemi umiejący własnych, najzaufańszych przyjaciół podchodzić, a otumianionych łotrowsko zaprzedawać”.
Według legendy, z jego zamku w Seceminie wychodziły lochy, wiodące ku Włoszczowy i dalej ku Bąkowej Górze koło wsi Maluszyn. W lochach tych, wraz ze swym wspólnikiem – niejakim zbójem Bąkiem – trzymał zagrabione skarby.
Zbójeckie rzemiosło kontynuował po nim – przy wsparciu matki Konstacji – syn Krzysztof Szafraniec, który został z rozkazu królewskiego pojmany i stracony w Krakowie w 1484 roku.